# Grisfesten
Grisesten è il romanzo d'esordio di Leif G. W. Persson, pubblicato nel 1978, inedito in italiano.
È il primo libro in cui compaiono i poliziotti Bo Jarnebring e Lars Martin Johansson, protagonisti poi di diversi altri libri di Persson. Insieme a Profitörerna (1979) e Samhällsbärarna (1982) forma una trilogia.
Il libro ha chiari parallelismi con il cosiddetto scandalo Geijer, che nel 1976 coinvolse il ministro della giustizia svedese Lennart Geijer, anche se Persson nega, nella prefazione al libro, qualsiasi riferimento a quei fatti. Successivamente però, nel romanzo autobiografico Gustavs grabb (2011), Persson ammetterà di aver scritto Grisesten per vendicarsi di coloro che avevano sofferto per il caso Geijer.

## Opere derivate
Nel 1984 dal romanzo è stato tratto un film, intitolato Mannen från Mallorca.

## Edizioni
- (SV) Leif G. W. Persson, Grisesten, Stoccolma, LiberFörlag, 1978, ISBN 91-38-04246-0.